# Google Hummingbird
Google Колибри (на английски: Google Hummingbird/ Google Colibri) е алгоритъм за търсене, който е обявен на 26 септември 2013 г. Колибри представлява система, която търсачката използва, за да подреди наличната информация в мрежата, с цел да предостави възможно най-релевантни резултати по търсенията на потребителите. Името на алгоритъма идва от факта, че той е „прецизен“ и „бърз“ като колибри.

## История
Макар да е обявен официално на 26 септември, от Google съобщават, че алгоритъмът е пуснат около един месец по-рано. Според данни от Moz, промените в търсачката настъпват на 20 август.
Колибри алгоритъмът е сравнен по мащабност с излизането на Google Caffeine от 2010 г., който също се отнася до факторите, по които търсачката индексира страници. За разлика от Google Caffeine, чието пускане цели по-доброто подбиране на страници с информация (индексиране), Google Hummingbird променя начина, по който търсачката подрежда информацията. Все пак Амит Сигхал споделя, че Google Колибри алгоритъмът не би съществувал, ако през 2010 г. не се е появил Google Caffeine. В този смисъл той определя появата на Колибри като еволюционно явление в търсачката, а не като революционно. Също така, Колибри следва да се счита за най-амбициозния опит на Google да реши всички алгоритмични проблеми, които биват причинени от Google Caffeine, смята той.
При официалното обявяване Мат Кътс казва, че Колибри ще засегне 90% от търсенията на потребителите. През 2013 г. това означава – около 3,15 билиона търсения от общо 3,5 търсения, които се генерират всеки ден. Промените на Колибри алгоритъма се усещат силно както в търсенето през компютри, така и при мобилното търсене.
След 2013 г. няма официални данни за последвал update на начина, по който Колибри алгоритъмът работи.

## Начин на промяна на търсачката
След пускането на Колибри алгоритъма, значими стават не отделните ключови думи, въведени при търсенето, а цялостния контекст на въведената заявка от потребителя. След август 2013 г. хората могат да въвеждат конкретни въпроси в търсачката, на които Google се стреми да намери възможно най-точните отговори. Въпросите, започващи с „Какво“, „Кой“, „Защо“ получават значимост за търсачката.
Колибри подбира и представя на потребителя възможно най-релевантна информация, която се отсява с помощта на Google Knowledge Graph – специална база данни, създадена от Google, за да обслужва резултатите в търсачката.

## Google Колибри, Панда и Пингвин
Google Панда, Пингвин и други update-и представляват частични промени на основния алгоритъм на търсачката, но не и цялостна замяна на алгоритъма с нов. За разлика от тях Hummingbird представлява изцяло нов алгоритъм за търсене, макар да използва части от стария такъв. Като цяло от Google казват, че Колибри е изцяло нов начин на търсене, който е изграден на базата на съществуващата дотогава търсачка и на изцяло нови модели за подбиране на резултати. Алгоритъмът е създаден, за да обслужва нуждите на потребителя в наши дни, за разлика от стария такъв, който е бил разработен за потребителите преди 10 години с наличните технологии оттогава.
Колибри алгоритъмът наистина се различава от Панда и Пингвин. За разлика от тях Hummingbird е изграден на базата на над 200 различни фактора, които засягат ранкирането и търсенето в Google.
Също така, когато един сайт бъде засегнат от Панда или Пингвин, то е защото Google е загубил доверие спрямо качеството на сайта, според това дали става въпрос за качеството на съдържанието на сайта или легитимността на неговите беклинкове. Подобряването на качеството на тези два компонента увеличава шансовете да се възвърне доверието на търсачката и съответно класирането на сайта значително да се подобри. Но ако един сайт е спрял да се представя добре след пускането на Колибри, няма установен начин за това как да бъдат подобрени неговите шансове за по-добро класиране.

## Google Колибри и семантично търсене
Семантичното търсене е концепция за подобряване на резултатите от търсенето в Google, която се фокусира върху намеренията на потребителите, как предметът на търсенето се отнася до информацията в по-широк смисъл, както и нейната контекстуална релевантност. По същество семантичното търсене се съсредоточава върху определянето на това какво точно потребителят има предвид при търсене, отколкото поредицата от въведени ключови думи.
Например, ако потребител въведе търсене с ключова дума „времето“, то е по-вероятно да се интересува от времето в неговото населено място, а не от научно дефиниране на думата „време“ или информация за метеорологията. Така че, ако „времето“ е предметът на търсенето; прогнозата за населеното място е намерението на потребителя. Разликата между прогноза за времето и метеорологичните концепти е в контекста на търсенето.

## Семантична мрежа
Въпреки подобното име, семантичното търсене се различава по смисъл от семантичната мрежа. Семантичната мрежа представлява (все още) утопична визия за интернет пространството, базирана върху определени стандарти. То следва да може да обработва търсенията, като ги разбира на 100% и отговаря точно на заявките на потребителите за разлика от сегашната фрагментаризирана мрежа, работеща на принципа на сравняването.

## Google Колибри и SEO оптимизация
Google Колибри не наказва сайтове. Този алгоритъм може да бъде най-вече от полза за оптимизацията на сайтове, които предлагат качествено съдържание за своите потребители. Целта на Колибри – да избута назад сайтове с нерелевантно съдържание и спам, респективно помага на сайтовете с добро съдържание да достигнат първи позиции и да генерират повече трафик. По този начин добрата оптимизация чрез публикуване на полезно съдържание, предназначено за четене от хората, а не само за търсачката, получава положително влияние от Google Колибри.